# Team Jayco-AIS (Bahnteam)
Das Team Jayco-AIS ist ein australisches Radsportteam im Bahnradsport. Es ist durch die UCI als UCI Track Team registriert und nimmt als solches an Wettbewerben des Bahnrad-Weltcups teil.
Betreiber des Teams ist das Australian Institute of Sport, welches unter demselben Namen im Straßenradsport auch das Continental Team Jayco-AIS managt. Sponsor ist der US-amerikanische Hersteller von Wohnmobilen Jayco, dessen Eigentümer, der australische Geschäftsmann Gerry Ryan, auch das ProTeam GreenEdge finanziert.

## Mannschaft 2011/12
| Name              | Kat. | Geburtsdatum | Nationalität |
| ----------------- | ---- | ------------ | ------------ |
| Ashlee Ankudinoff | WE   | 20.08.1990   | Australien   |
| Amy Cure          | WE   | 31.12.1992   | Australien   |
| Daniel Ellis      | ME   | 07.10.1988   | Australien   |
| Matthew Glaetzer  | MU   | 24.08.1992   | Australien   |
| Melissa Hoskins   | WE   | 24.02.1991   | Australien   |
| Sarah Kent        | WE   | 10.02.1990   | Australien   |
| Kaarle McCulloch  | WE   | 20.01.1988   | Australien   |
| Jason Niblett     | ME   | 18.02.1983   | Australien   |
| Shane Perkins     | ME   | 30.12.1986   | Australien   |
| Scott Sunderland  | ME   | 16.03.1988   | Australien   |

## Mannschaft 2012/13
| Name             | Kat. | Geburtsdatum | Nationalität |
| ---------------- | ---- | ------------ | ------------ |
| Alex Bird        | ME   | 6.03.1985    | Australien   |
| Matthew Glaetzer | MU   | 24.08.1992   | Australien   |
| Peter Lewis      | MU   | 1.02.1990    | Australien   |
| Kaarle McCulloch | WE   | 20.01.1988   | Australien   |
| Shane Perkins    | ME   | 30.12.1986   | Australien   |
| Scott Sunderland | ME   | 16.03.1988   | Australien   |

## Erfolge
- Bahnrad-Weltcup 2010/2011
  - Sprint (Männer) in Melbourne: Shane Perkins
- Bahnrad-Weltcup 2009/2010
  - Teamsprint (Männer) in Melbourne und Manchester